# Statuti della Valsassina del 1393

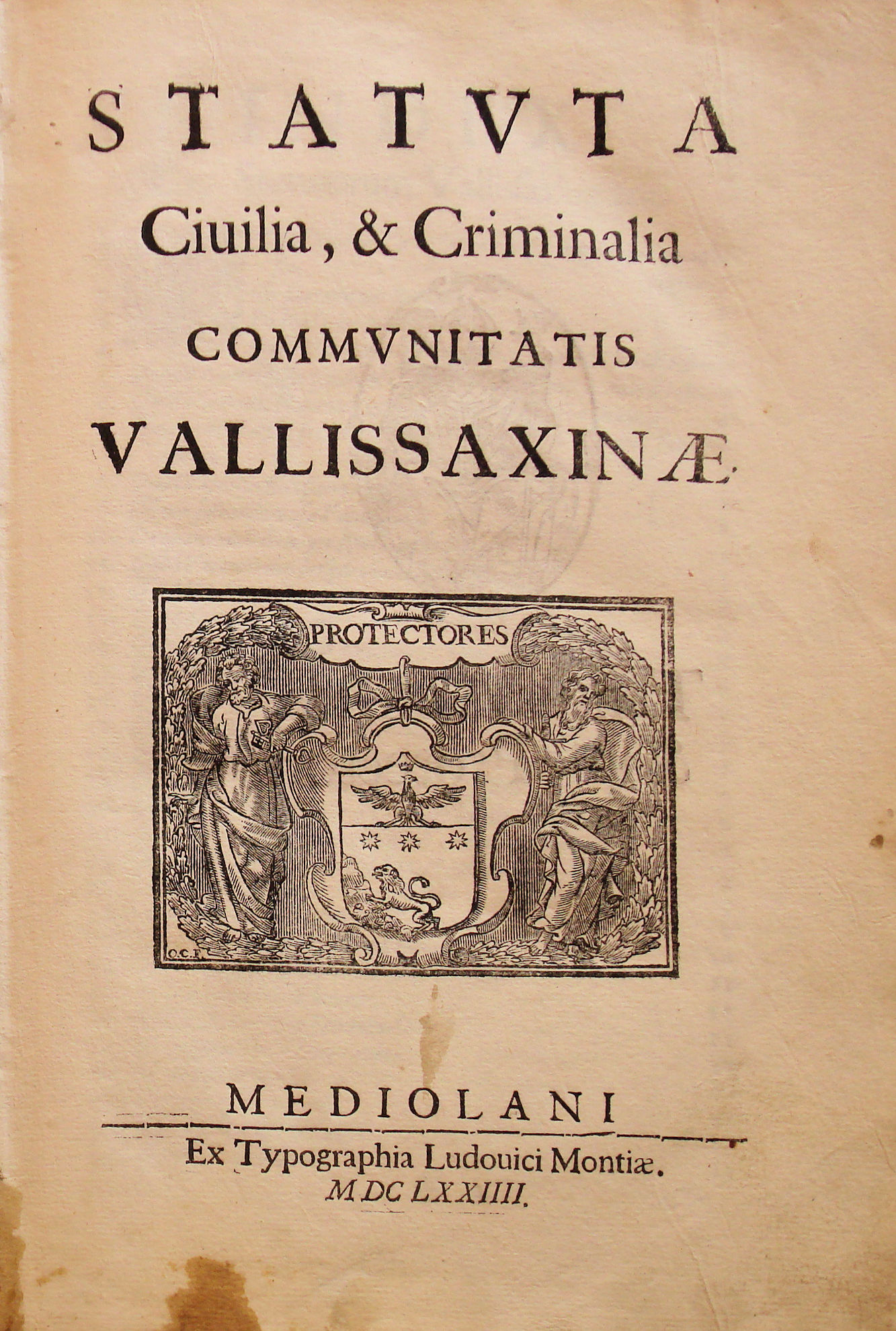
Versione a stampa del 1674

Gli Statuti della Valsassina del 1393 (in latino indicati come Statuta comunitatis Vallissaxinae) sono una raccolta di norme, realizzata dalla comunità della Valsassina durante il dominio di Gian Galeazzo Visconti.

## Aspetti storici
Il 18 giugno 1364 Galeazzo II Visconti fu nominato protettore, governatore e rettore delle terre di Bellano, Dervio, Teglio, Valsassina (esclusi Taleggio e Averara), Galliate, Valsolda, Lesa e Vergante, poste sotto il dominio temporale dell'arcivescovo di Milano.
I territori della Valsassina, di Bellano e di Dervio, posti così sotto la protezione viscontea, vennero riorganizzati e all'epoca della stesura degli Statuti le parti montuose dei comuni della riva orientale del Lago di Como divennero parte della quarta Squadra (suddivisione amministrativa) della Valsassina.
1. Squadra del Consiglio  (Squadra de Consilio), con Barzio, Cassina, Cremeno, Concenedo e Moggio
2. Squadra di Mezzo (Squadra de Medio) con Baiedo, Barcone, Cortabbio, Gero, Introbio, Pasturo, Primaluna, Vimogno
3. Squadra di Cugnolo o Chignolo (Squadra de Cugnolo) con Bindo, Casargo, Cortenova, Crandola, Indovero, Margno, Narro, Pagnona, Premana, Taceno, Vegno
4. Squadra dei Monti (Squadra Montium) con il monte di Dervio (Vestreno, Introzzo, Sueglio e Tremenico), il monte di Bellano o Muggiasca (ora Vendrogno), il monte di Varenna (Perledo e sue frazioni), i due Esino (Superiore ed Inferiore) e Parlasco

I comuni del monte di Dervio vennero separati dalla Valsassina già all'inizio del XV secolo.
Dopo l'approvazione degli Statuti della Valsassina nel 1393 non si ebbero riforme complessive, ma solo correzioni a partire dal XV secolo. Gli Statuti rimasero in vigore fino al XVIII secolo.

## Fonti
Si conservano due copie manoscritte e una versione a stampa del 1674. Non esistono manoscritti precedenti al XVII sec.

### Manoscritti
I due manoscritti degli Statuti della Valsassina dell'inizio XVII sec. sono conservati dal Centro di documentazione e informazione dell'Ecomuseo delle Grigne.

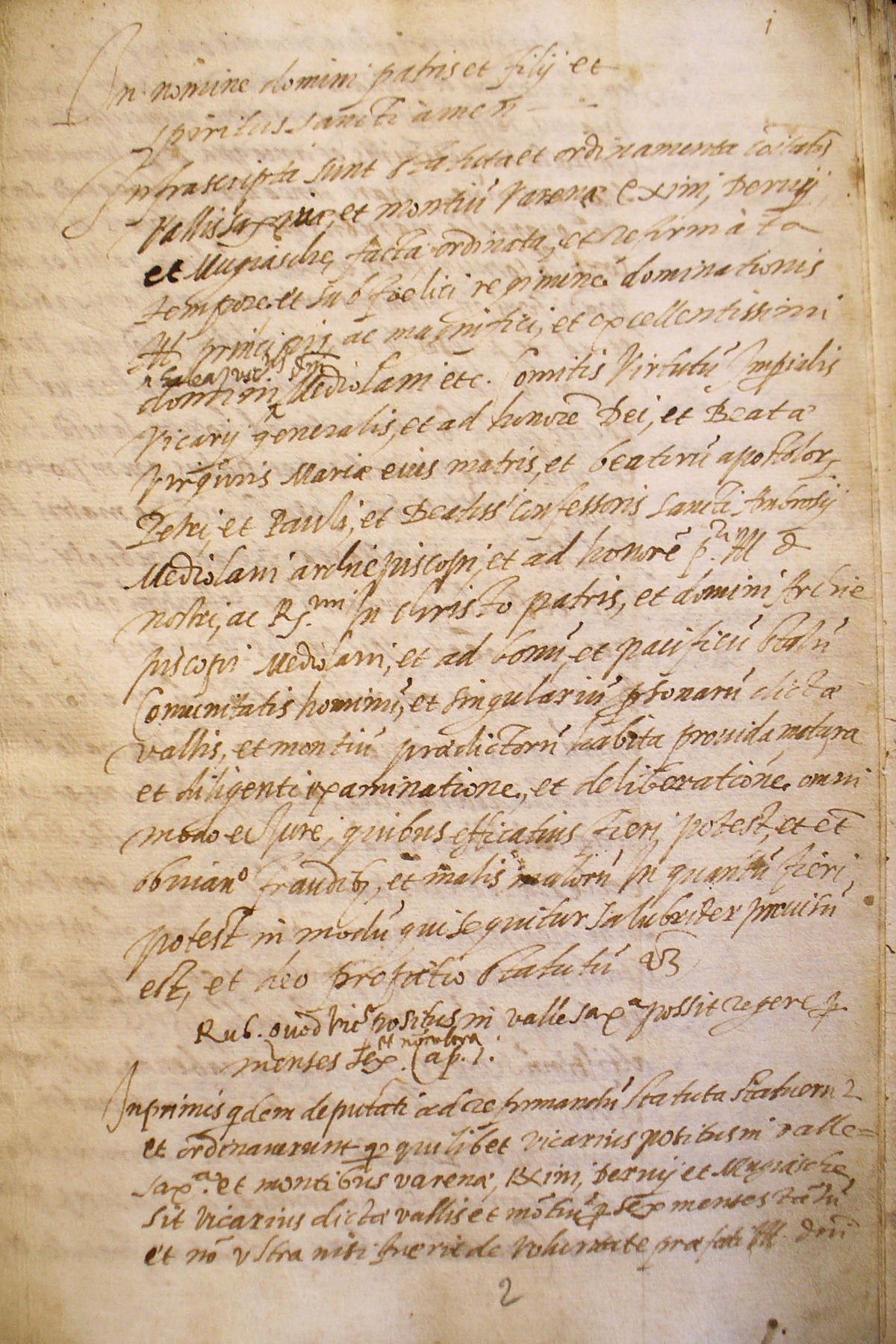
Manoscritto latino
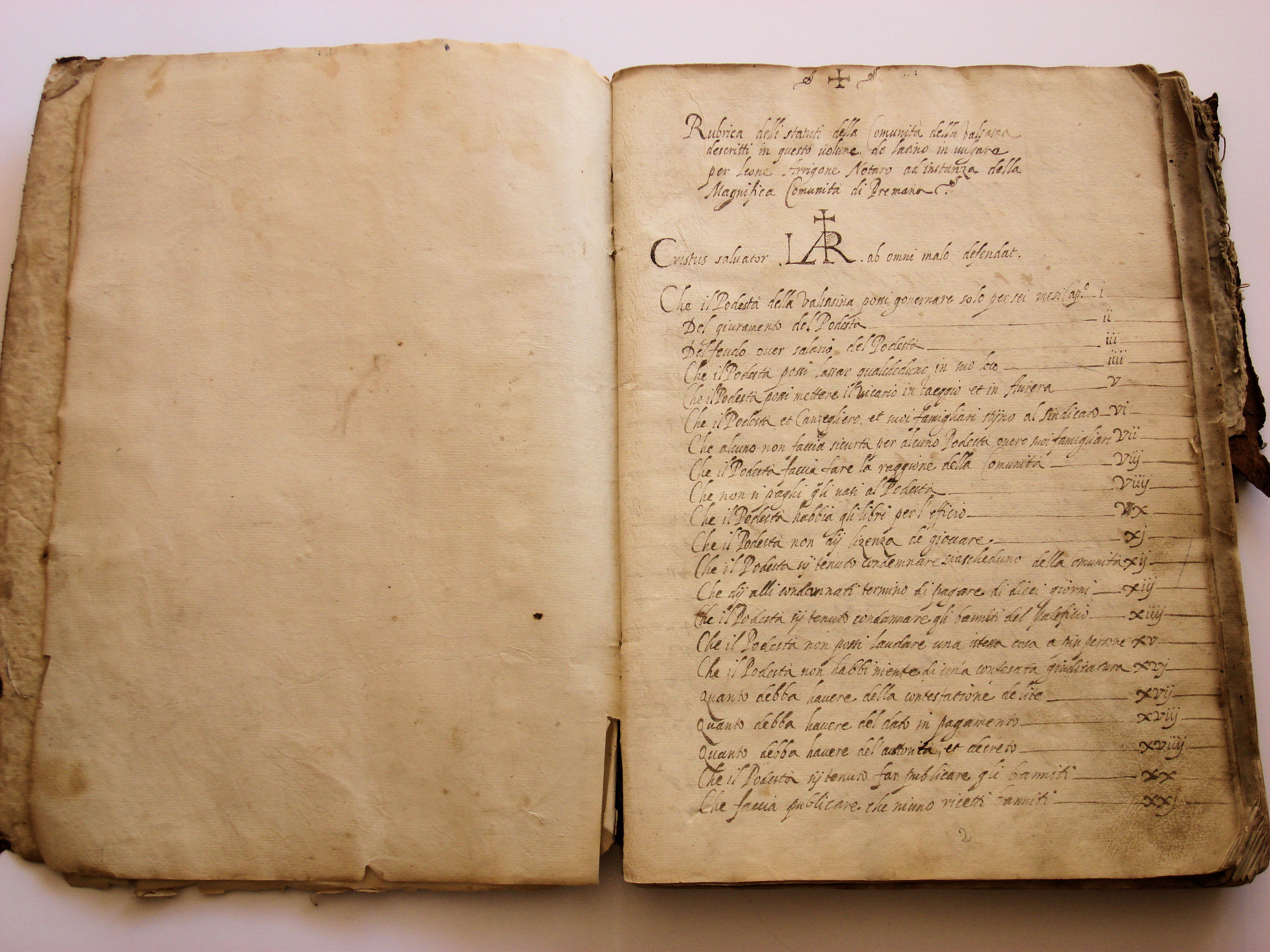
Manoscritto in volgare

Un manoscritto riporta il testo latino e si trova all'interno di un volume che raccoglie diversi atti relativi alla Valsassina.
L'altro manoscritto contiene invece solo il testo degli Statuti tradotti in volgare dal notaio Leone Arrigoni.

### Versione a stampa
La versione a stampa del testo fu pubblicata nel 1674, insieme ad altre norme emanate tra il 1392 e il 1674.

## Contenuti
Il testo è diviso in due parti, Statuta criminalia e Statuta civilia, senza ulteriori suddivisioni in rubriche generali.
All'inizio è presente un brevissimo proemio, che indica Gian Galeazzo Visconti come signore di Milano.
Al termine è riportata l'approvazione delle norme da parte del signore di Milano e il verbale del consiglio generale della comunità.

### I. Statuta criminalia
Il libro I è composto da 161 articoli.
Una prima parte riguarda gli obblighi e compensi del vicario, chiamato anche rettore (artt. 1-23). Seguono gli articoli relativi alle pene per i crimini di varia natura (artt. 24-161).

### II. Statuta civilia
Il libro II è composto da 123 articoli.
Contiene le norme relative alle diverse fasi del processo, come la convocazione dell'imputato o la consegna degli atti del processo. Erano indicati gli obblighi per i vari ufficiali della comunità.

## Datazione
Il primo manoscritto del XVII sec. come data del consiglio generale di approvazione degli Statuti indica mercoledì 25 novembre 1393, indizione seconda. Il numero dell'indizione greca (in uso all'epoca) è corretto, ma il giorno della settimana era in realtà un martedì.
Nel manoscritto in volgare del notaio Arrigoni i documenti di approvazione degli Statuti non sono riportati.
La versione a stampa del 1674 per l'approvazione indica il giorno di mercoledì 25 novembre 1388, indizione seconda; per il novembre 1388 l'indizione greca era però la dodicesima.